# Ракетний катер

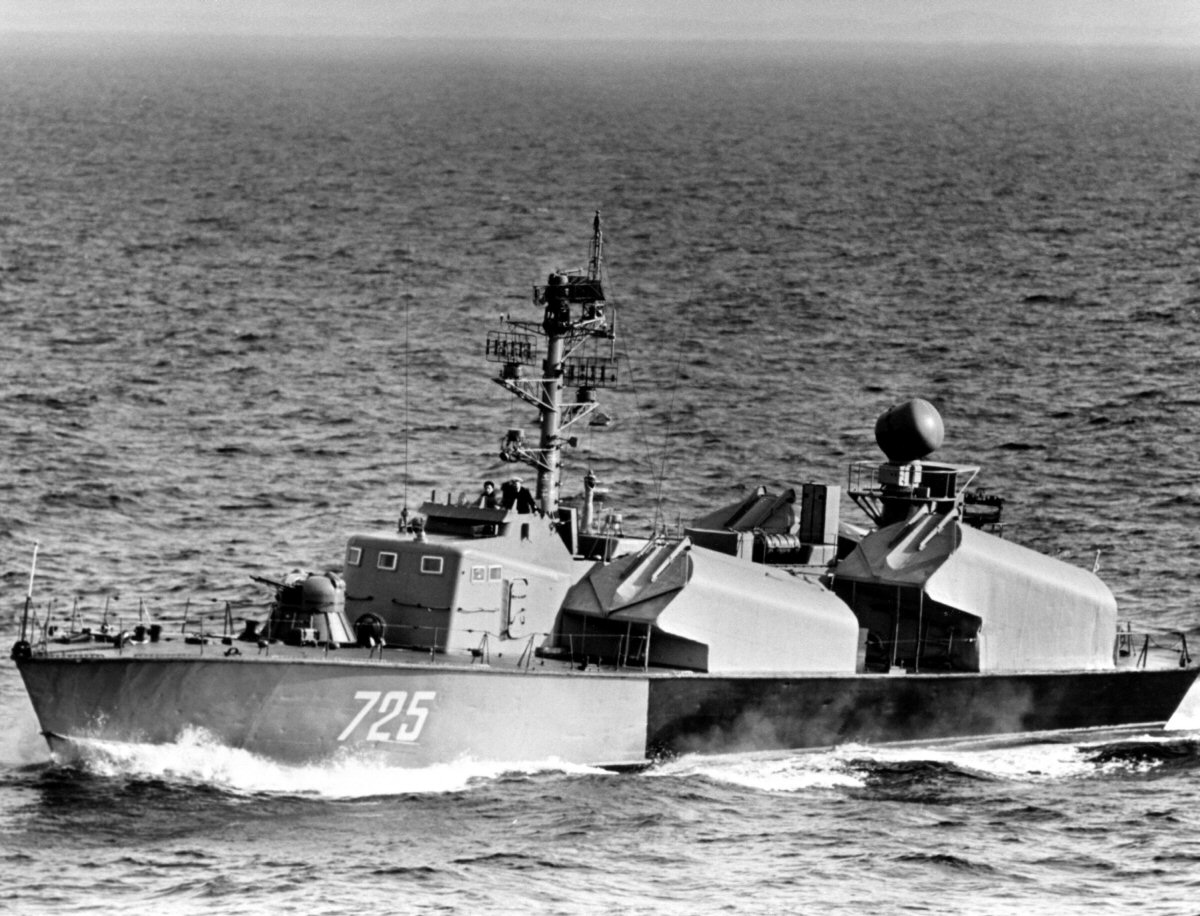
Ракетний катер проекту 205 «Москіт», 1983 рік

Ракетний катер — клас швидкохідних військових кораблів основним озброєнням яких є протикорабельні ракети.
Перші ракетні катери з'явилися в 60-х роках XX століття, коли ракетне озброєння досягло необхідного рівня розвитку.

## Конструкція
Корпус зазвичай виконується зі сталі або легких сплавів, а в новітніх зразках — з композитних матеріалів для зменшення радіолокаційної помітності. Осадка ракетних катерів невелика, що дозволяє їм діяти на мілководді та у прибережних районах.
Енергетична установка здебільшого складається з газотурбінних або дизельних двигунів, іноді — в комбінації (CODAG, CODAD), що забезпечує швидкість до 30–45 вузлів. Системи управління та навігації включають радіолокаційні комплекси, гідроакустичні станції, супутникову навігацію та системи управління вогнем.

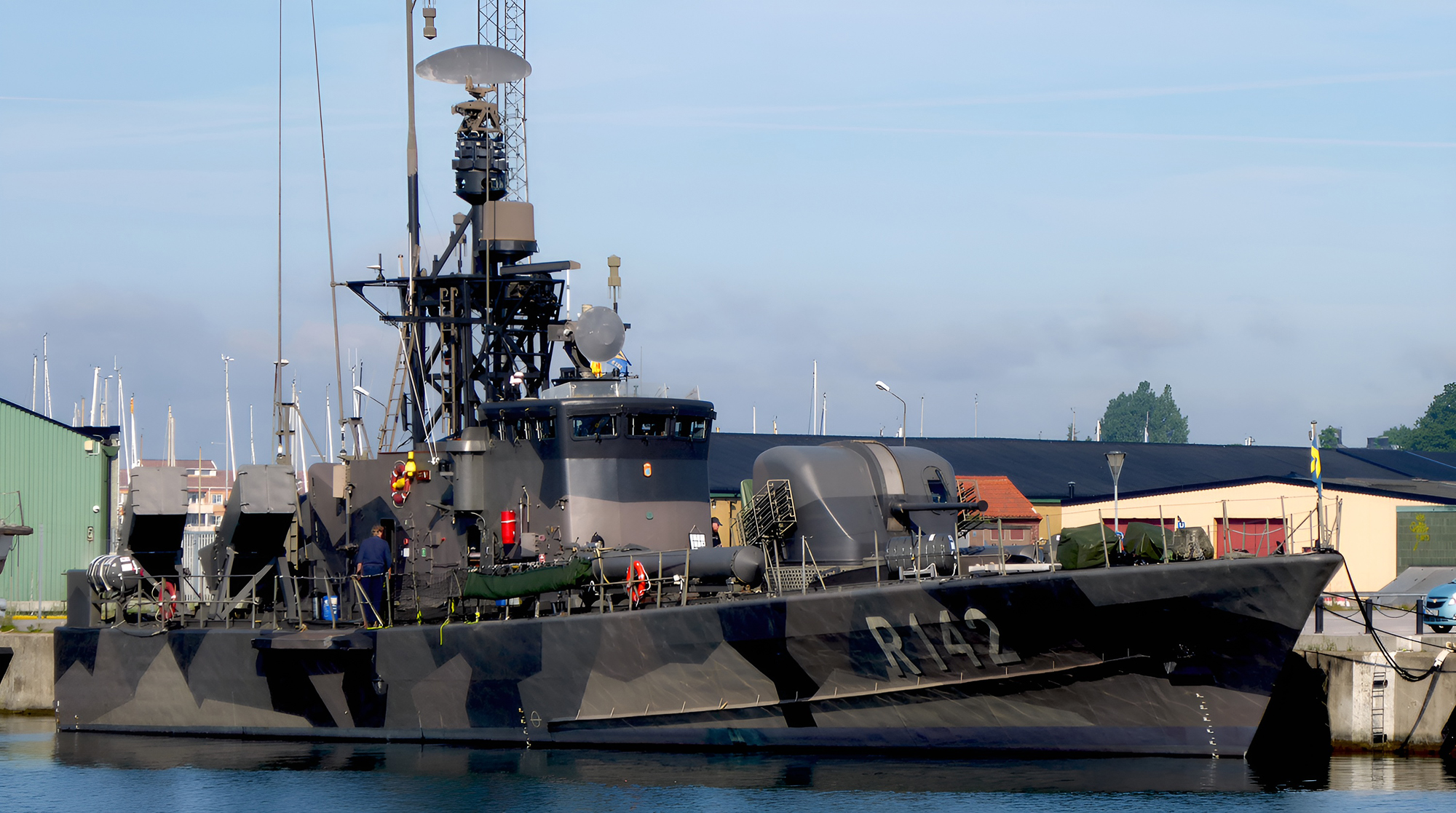
HSwMS Ystad ВМС Швеції, 2017 рік

Основне ударне озброєння — протикорабельні ракети, розміщені у пускових установках відкритого або контейнерного типу. Катери також можуть нести зенітні ракетні комплекси ближньої дії для самооборони, артилерійські установки калібру 20–76 мм, крупнокаліберні кулемети, а також іноді системи РЕБ.
Незважаючи на свої розміри, ракетні катери обладнуються засобами радіолокаційного придушення, тепловими пастками, а також модулями прихованого зв’язку, що підвищує їхню живучість у бойових умовах. Екіпаж зазвичай складається з 20–50 осіб, залежно від типу катера.